# Mario José Paz
Mario José Paz (Rosário, 1952) é um advogado, empresário e ator argentino, naturalizado brasileiro.
Visitando a cidade de Armação dos Búzios, resolveu estabelecer-se na região, inaugurando uma pousada e uma sala de cinema.
Ainda na juventude e na Argentina, bacharelou-se em Direito. Morando no Brasil, fez curso de teatro na cidade do Rio de Janeiro, trabalhando no teatro, cinema e televisão e é um dos criadores do Festival de Cinema de Búzios. 

## Carreira

### Televisão[4]
| Ano     | Título              | Papel                      | Notas | Ref.         |
| ------- | ------------------- | -------------------------- | ----- | ------------ |
| 1984    | A Máfia no Brasil   |                            |       | [ 5 ]        |
| —       | Triângulo das Águas |                            |       | [ 6 ]        |
| 2009-10 | Viver a Vida        | José Garcia (Maradona)     |       | [ 7 ]        |
| 2010    | Episódio Especial   | Ele mesmo                  |       |              |
| 2010    | Malhação            | André Farnel               |       | [ 8 ]        |
| 2012    | A Vida da Gente     | Augusto                    |       | [ 9 ] [ 10 ] |
| 2012    | Avenida Brasil      |                            |       | [ 11 ]       |
| 2016    | Ligações Perigosas  | Marquês D'Ávila de Alencar |       | [ 12 ]       |
| 2023    | Fuzuê               | Duarte                     |       | [ 13 ]       |

### Teatro
| Título                                        | Ref.   |
| --------------------------------------------- | ------ |
| Doze Homens e Uma Sentença                    | [ 14 ] |
| Rosa                                          |        |
| Pixote                                        | [ 6 ]  |
| Se correr o bicho pega, se ficar o bicho come | [ 6 ]  |

### Cinema
| Ano  | Título           | Papel          | Notas | Ref.         |
| ---- | ---------------- | -------------- | ----- | ------------ |
| 2006 | Se Eu Fosse Você | Psicanalista   |       | [ 5 ]        |
| 2011 | Viúvas           | Augusto        |       | [ 5 ]        |
| 2015 | O Duelo          |                |       | [ 5 ] [ 15 ] |
| 2019 | Coração de Leão  |                |       | [ 5 ]        |
| 2021 | Amor Sem Medida  | Papa Francisco |       |              |
| 2022 | Águas Selvagens  | Dr. Dieguez    |       | [ 5 ] [ 16 ] |